# 查克·芬利
查爾斯·愛德華·芬利（英語：Charles Edward Finley，1962年11月26日—），為前美國職棒大聯盟的投手，生涯曾效力過天使、印地安人與紅雀等隊。芬利生涯剛好拿下200勝，2610次三振，防禦率3.85。目前他仍保有許多天使隊史紀錄，包含勝投、敗投、投球局數與先發場次等等。

## 職業生涯
芬利在早期因為投球機制的問題，導致他的續航力只能維持兩三局。因此在1984年大聯盟選秀，他落到第15輪才被選中。而芬利沒有簽約，而是在隔年再挑戰一次選秀。最後他在首輪第四順位被天使選走。

### 加州/安那罕天使
1986年5月29日，芬利登上大聯盟。整季他都以後援投手身分出賽，拿下3勝1敗，防禦率3.30。他在美聯冠軍賽出賽3場比賽，投了2局僅被敲出1安。
1987年，芬利拿下2勝7敗，防禦率4.67。他在球季最後三場出賽都是以先發投手身分上場，這也讓他從此之後都擔任先發。1988年，芬利拿下9勝15敗，防禦率4.17。他在4月13日拿下生涯首場先發勝，4月30日投出生涯首次完投勝。
1989年和1990年，芬利連兩年入選明星賽。他這兩年分別拿下16勝和18勝，1990年他的防禦率2.40寫下生涯新低，並在賽揚獎票選上獲得一張選票。1981年，芬利拿下18勝9敗，防禦率3.80。隔年他只拿下7勝12敗，防禦率3.96。
1993年，芬利拿下16勝14敗，防禦率3.15，並投出聯盟最多的13場完投。隔年他拿下10勝10敗，防禦率4.43。1997年，芬利在春訓時被觸身球擊中眼睛。後來他在2A投了兩場復健賽才又回歸大聯盟。他在1998年5月12日和8月15日都達成單局4次三振的罕見紀錄，為大聯盟史上第一人。後來他在2000年4月16日又達成第三次。
1999年球季結束後，成為自由球員的芬利沒有和天使續約。總計他在天使共拿下165勝140敗，防禦率3.72。

### 克里夫蘭印地安人
1999年12月中，芬利與印地安人簽約。2000年，他拿下16勝11敗，防禦率4.17，這年他第五次入選明星賽。2001年1月，芬利進行膝蓋關節鏡手術，而他還因為脖子和肩膀痙攣兩度進入傷兵名單。該年他拿下拿下8勝7敗，防禦率5.54。2001年美聯分區賽，芬利先發2場，但防禦率高達7.27。2002年，他更是只拿下4勝11敗，防禦率4.44。球隊後來決定在季中將他交易。

### 聖路易紅雀
2002年7月19日，印地安人將芬利交易到紅雀，換來Luis Garcia和一名日後指定球員。後來紅雀將可可·克里斯普送往印地安人，完成這筆交易案。芬利在下半季拿下7勝4敗，防禦率3.80。他在分區賽先發一場比賽無關勝敗，最後紅雀被響尾蛇橫掃。2002年國家聯盟冠軍賽，芬利在第三場先發，最後拿下勝投。不過紅雀最後1勝4敗被巨人淘汰。球季結束後，芬利成為自由球員。而他最後沒和紅雀續約，大聯盟生涯也就到此結束。

## 生涯投球成績
| 勝投 | 敗投 | 防禦率 | 出賽場次 | 先發 | 完投 | 完封 | 投球局數 | 安打 | 失分 | 自責分 | 全壘打 | 保送 | 三振 | 暴投 | 觸身球 |
| ---- | ---- | ------ | -------- | ---- | ---- | ---- | -------- | ---- | ---- | ------ | ------ | ---- | ---- | ---- | ------ |
| 200  | 173  | 3.85   | 524      | 467  | 63   | 15   | 3197.1   | 3069 | 1517 | 1366   | 304    | 1332 | 2610 | 130  | 76     |

## 個人生活
芬利在1997年和演員Tawny Kitaen結婚，兩人育有兩個女兒。1999年，芬利夫妻檔還登上運動畫刊泳裝特輯。兩人後來在2002年離婚，芬利在離婚三天後控訴前妻會對他施暴。後來芬利收到臨時限制令，並獲得孩子的臨時監護權。Kitaen起初不認罪，不過後來她承認她對處方藥上癮。最後她自願進行藥物濫用治療，並參加52週的憤怒館立刻成，來撤銷芬利對她的指控。
2002年4月16日，芬利對白襪先發。不過白襪主場的音樂總監故意播放白蛇樂團的《Here I Go Again》，並秀出Kitaen和樂隊主唱David Coverdale的婚姻畫面。最後芬利情緒受到影響，僅投1.2局便狂失9分退場。最後白襪將該音樂總監解雇，並公開向芬利道歉。
2006年，芬利入選路易斯安那運動名人堂。2007年，芬利的第三個女兒出生。2008年，芬利獲得名人堂票選資格，並獲得一張選票。2009年8月27日，他入選天使隊的名人堂。

## 外部連結
- 球員資訊和成績在MLB ，ESPN ，Retrosheet ，Baseball Reference ，Baseball Reference (Minors) ，Fangraphs ，The Baseball Cube （英文）